# Alluminio
L'alluminio è l'elemento chimico della tavola periodica degli elementi che ha come simbolo Al e come numero atomico 13. È il secondo elemento del gruppo 13 ed è collocato tra il boro e il gallio; si trova nel terzo periodo e fa parte del blocco p. È l'ultimo elemento metallico del terzo periodo, dopo sodio e magnesio.
Si tratta di un metallo duttile color bianco argenteo. L'alluminio si estrae principalmente dai minerali di bauxite ed è un metallo tenero e malleabile, molto leggero, ottimo conduttore di elettricità e calore e molto riflettente. È notevole la sua resistenza all'ossidazione, dovuta alla formazione sulla sua superficie di un sottilissimo strato duro e compatto di ossido (Al2O3) che impedisce all'ossigeno dell'aria di penetrare e corrodere il metallo sottostante.
L'alluminio grezzo viene lavorato tramite diversi processi di produzione industriale, quali ad esempio la fusione, l'estrusione, la forgiatura o lo stampaggio.
L'alluminio viene usato in molte industrie per la fabbricazione di milioni di prodotti diversi ed è molto importante per l'economia mondiale. Componenti strutturali fatti in alluminio sono vitali per l'industria aerospaziale e molto importanti in altri campi dei trasporti e delle costruzioni nei quali leggerezza, durata e resistenza sono necessarie.

## Storia

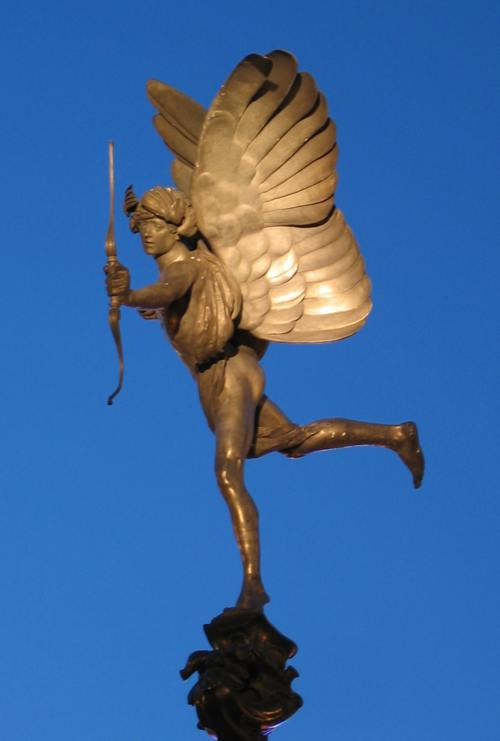
Statua di Anteros come angelo della carità cristiana (di solito scambiato per Eros) in Piccadilly Circus a Londra (1893), una delle prime statue in alluminio, allora considerato metallo prezioso.

Gli antichi greci e romani usavano l'allume (che era prodotto dalla lavorazione dell'alunite, un solfato d'alluminio che si trova in natura), per costruire statue, armi e armature.
L'allume era fondamentale nell'industria tessile come fissatore per colori, per le stampe su pergamena, per la concia delle pelli, la produzione del vetro e, come emostatico, per curare le ferite.
Nel 1761 Guyton de Morveau propose di chiamare l'alluminio base con il nome di alumine (l'allumina, Al2O3).
Il metallo fu identificato per la prima volta da Humphry Davy nell'allume KAl(SO4)2·12 H2O, senza però riuscire ad isolarlo; propose tuttavia il nome alumium, dal Latino alumen, sale amaro (non alum, che in latino è un tipo di aglio selvatico), modificandolo poi in aluminium; in italiano il termine è divenuto alluminio.
Il primo scienziato ad isolare il metallo in forma impura fu Hans Christian Ørsted sfruttando la reazione tra l'amalgama di potassio ed AlCl3; Friedrich Wöhler è generalmente accreditato per aver isolato l'alluminio in forma massiva, nel 1825, migliorando il metodo di Ørsted.
Henri Sainte-Claire Deville introdusse il metodo di riduzione diretta del metallo, per via elettrolitica a partire da NaAlCl4 fuso, processo studiato in modo indipendente pure da Bunsen.
L'invenzione del processo di Hall-Héroult nel 1886, ovvero elettrolisi di allumina disciolta in criolite (Na3AlF6) rese economica l'estrazione dell'alluminio dai minerali, ed è comunemente in uso in tutto il mondo.

## Abbondanza e disponibilità
L'alluminio è uno degli elementi più diffusi sulla crosta terrestre (8,3% in peso), terzo dopo ossigeno (45,5%) e silicio (25,7%) e paragonabile al ferro (6,2%) e al calcio (4,6%).
In natura si trova in minerali dove è sempre combinato con altri elementi (in particolare: zolfo, silicio e ossigeno). Uno dei minerali più ricchi di alluminio è la bauxite, una roccia dal colore rosso bruno o giallo, diffusa soprattutto negli Stati Uniti, in Russia, Guyana, Ungheria, nei territori dell'ex Jugoslavia. La bauxite contiene circa il 45-60% di alluminio ed è il minerale maggiormente estratto per la produzione di alluminio.

## Isotopi
L'alluminio è il terzo elemento per abbondanza sulla crosta terrestre (8,3% in peso) e il primo tra gli elementi metallici. Come l'indio che lo segue nel gruppo 13 dopo il gallio, l'alluminio è un elemento monoisotopico, in quanto l'unico suo isotopo stabile è il 27Al; inoltre, è anche mononuclidico, dato che sulla crosta terrestre è presente essenzialmente solo tale isotopo. Questa circostanza circostanza permette di conoscere la sua massa atomica con grande accuratezza: 26,98153841 (24) u.
L'isotopo 27Al è un nuclide dotato di spin nucleare (S = 5/2) e come tale è attivo alla spettroscopia di risonanza magnetica nucleare (27Al-RMN) e può essere usato per indagini sui suoi composti.
Si conoscono 22 isotopi dell'alluminio, aventi numeri di massa compresi tra A = 21 e A = 42.

### Isotopi radioattivi
Il 25Al (spin 5/2) per il 99,9% dei casi decade per emissione di positrone (decadimento β+) e, nello 0,083%, per cattura elettronica (ε), per dare in ogni caso magnesio-25, stabile; l'emivita complessiva è di soli 7,183 secondi; le energie rilasciate sono: Qε = 4 276 keV e Qβ+ = 3 254 keV.
Il 26Al (spin 5) per il 99,9% dei casi decade per emissione di positrone (β+) e, nello 0,08% per cattura elettronica (ε), per dare in ogni caso magnesio-26, stabile; l'emivita complessiva è di 716 641 anni; le energie rilasciate sono: Qε = 4 004 keV e Qβ+ = 2 982 keV.
Il 26Al è un nuclide cosmogenico e in natura è pertanto presente in tracce in quanto viene prodotto dall'argon nell'atmosfera terrestre per spallazione causata dall'impatto dei raggi cosmici. Gli isotopi di alluminio hanno trovato un'applicazione pratica nella datazione dei sedimenti marini, dei noduli di manganese, dei ghiacci nei ghiacciai, del quarzo nelle rocce e nelle meteoriti. Il rapporto tra 26Al e berillio-10 (10Be) è stato usato per studiare il ruolo di trasporto, deposizione, sedimentazione ed erosione sulla scala temporale che va da 105 a 106 anni.
Questo isotopo venne usato per la prima volta negli studi sulla Luna e i meteoriti. I frammenti di meteoriti che si staccano dal corpo principale, sono esposti a un intenso bombardamento di raggi cosmici durante il loro viaggio nello spazio, che causa una sostanziale produzione di 26Al. Dopo essere caduti sulla Terra, lo scudo dell'atmosfera protegge i frammenti dall'ulteriore produzione di 26Al, e il suo decadimento può essere usato per determinare la durata della loro presenza sulla Terra. La ricerca sui meteoriti ha anche mostrato che 26Al era relativamente abbondante all'epoca della formazione del nostro sistema planetario. È possibile che l'energia rilasciata dal decadimento di 26Al sia responsabile della rifusione e differenziazione di alcuni asteroidi dopo la loro formazione 4,6 miliardi di anni fa.
Di questo isotopo è noto uno stato metastabile, eccitato di 228 keV rispetto al livello fondamentale (26mAl, spin 0, isomero nucleare) che decade nelle stesse modalità a magnesio-26, ma che invece ha un'emivita brevissima, 6,345 secondi.
Il 28Al (spin 3), che viene appena dopo l'unico isotopo stabile, decade β− per dare silicio-28, stabile; l'emivita è di 2,241 minuti e l'energia rilasciata è di 4 642 keV.
Il 29Al (spin 5/2) decade β− per dare silicio-29, stabile; l'emivita è di 6,567 minuti e l'energia rilasciata è di 3 680 keV.

## Caratteristiche

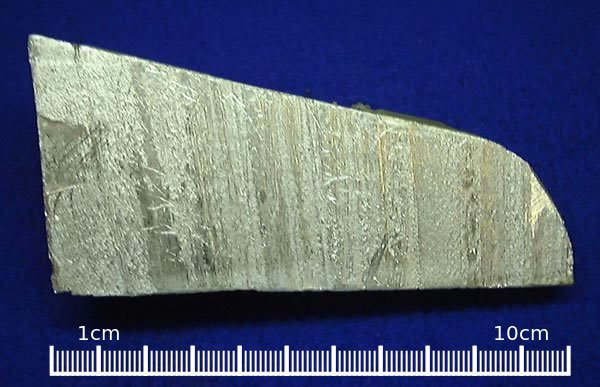
Blocco di alluminio

L'alluminio è un metallo leggero ma resistente. La sua densità è di 2,71 g/cm³, a cui corrisponde un peso specifico di circa un terzo dell'acciaio e del rame.
Altre proprietà salienti dell'alluminio sono:
- eccellente resistenza alla corrosione e durata; il suo aspetto grigio argento è dovuto ad un sottile strato di ossidazione (detto "film di passivazione") che si forma rapidamente quando è esposto all'aria e che previene la corrosione[9] bloccando il passaggio dell'ossigeno verso l'alluminio sottostante;
- alta conducibilità termica ed elettrica (circa due terzi di quella del rame);
- paramagnetismo;
- eccellente malleabilità e duttilità, grazie alle quali può essere lavorato facilmente; è il secondo metallo per malleabilità e sesto per duttilità;
- elevata plasticità;
- basso potere radiante;
- non genera scintille per sfregamento;
- saldabilità: moltissime leghe di alluminio sono saldabili con normali tecniche MIG, TIG e saldo brasatura, altre, in particolare quelle contenenti rame, non sono saldabili. In ogni caso il processo di saldatura deve essere effettuato con l'uso di gas inerti o paste, che producono gas ionizzanti, per evitare la formazione di allumina.
- superficie dei particolari trattabile con ossidazione anodica o protettiva (passivazione chimica e aumento della durezza superficiale, che può superare in 50 HRC) o estetica (elettrocolorazione).
- l'alluminio è facilmente riciclabile
- la massa volumica è molto bassa (2,7 kg/dm³)

Quando si combina con altri elementi, le caratteristiche di questo metallo, che allo stato puro è tenero e duttile, cambiano radicalmente. Ad esempio l'ossido di alluminio (Al2O3) o corindone (i cristalli trasparenti della migliore qualità sono più conosciuti come zaffiri e rubini), è la sostanza naturale più dura dopo il diamante, con durezza relativa 9 nella scala di Mohs.

### Leghe di alluminio
Pochi elementi in natura si prestano a formare un numero così elevato di leghe come l'alluminio. Per migliorare le caratteristiche meccaniche si aggiungono all'alluminio determinati quantitativi di elementi alliganti.
Per quanto riguarda le leghe metalliche formate dall'alluminio, le peculiarità in comune per tutte sono:
- Bassa temperatura di fusione (compresa tra i 510 ed i 650 °C)[27]
- Bassa densità, compresa tra 2,66 e 2,85 g/cm³
- Elevatissima conducibilità elettrica e termica
- Contenuto di alluminio maggiore del 70%.

Gran parte degli elementi metallici sono solubili nell'alluminio, tuttavia rame (Cu), silicio (Si), magnesio (Mg), zinco (Zn), manganese (Mn), nichel (Ni) sono i leganti utilizzati per l'alluminio a costituire le leghe madri; accanto ad essi si possono impiegare elementi che migliorano alcuni aspetti prestazionali delle leghe, conosciuti come correttivi. Si trovano aggiunte, per scopi particolari, piccole percentuali di titanio, zirconio, cromo, bismuto, piombo, cadmio, scandio, litio, berillio ed anche stagno e ferro, quest'ultimo peraltro sempre presente come impurezza. Quando gli elementi sopra menzionati vengono aggiunti all'alluminio di base da soli si hanno leghe binarie, quando aggiunti a due a due o a tre a tre si hanno rispettivamente leghe ternarie o leghe quaternarie. Ogni elemento possiede il suo particolare effetto, per esempio:
- Silicio: migliora la colabilità e riduce il coefficiente di dilatazione; nelle leghe ipereutettiche (Si>12%) conferisce alla lega un certo potere autolubrificante.
- Magnesio: aumenta la resistenza alla corrosione in ambiente alcalino e in mare; aumenta il grado di incrudimento e di conseguenza le caratteristiche meccaniche conferibili al materiale per deformazione a freddo.
- Manganese: aumenta la resistenza meccanica e alla corrosione anche se in maniera più contenuta del magnesio; è elemento fondamentale per ridurre la formazione di precipitati ferrosi aghiformi (noti come "punte di spillo").
- Rame: accresce la resistenza meccanica, soprattutto a caldo, la resilienza e la resistenza a fatica; rende non saldabile la lega.
- Zinco: soprattutto se associato al magnesio, conferisce un'elevata resistenza meccanica, migliora la temprabilità delle leghe (con Zn>4% e Cu<1% si ottengono leghe autotempranti), ma riduce la resilienza e l'elasticità del materiale.
- Nichel: accresce la resistenza meccanica a caldo.
- Boro-Magnesio: si forma una lega ceramica altamente resistente all'usura e con un coefficiente di attrito estremamente basso.

## Produzione

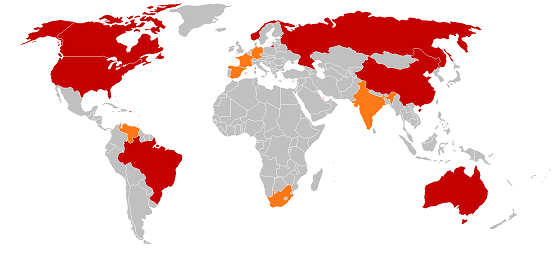
I maggiori paesi produttori di alluminio.

Produzione mondiale di alluminio.

La produzione industriale dell'alluminio risale a poco più di 150 anni fa, nonostante sia uno dei metalli più abbondanti sulla crosta terrestre. Ciò è dovuto alla necessità di separarlo dai minerali in cui è contenuto, essendo molto raro in forma libera. Per tale motivo in passato era considerato un metallo prezioso, con un valore superiore a quello dell'oro.
Il principale minerale d'alluminio è la bauxite: un ossido-idrossido misto di alluminio, dalla composizione molto variabile a seconda dei giacimenti. Può pertanto contenere Al2O3 40-60%, H2O 12-30%, SiO2 1-15%, Fe2O3 7÷30%, e altri composti quali ossidi di titanio, vanadio, fosforo, o fluoruri.
L'alluminio non può essere prodotto dalla bauxite tramite riduzione con carbonio, come avviene per il ferro. Viene invece prodotto con un procedimento in due stadi successivi, che sono:
1. Produzione di allumina Al2O3 dalla bauxite (processo Bayer);
2. Elettrolisi di allumina fusa in criolite[3] (processo di Hall-Héroult).

Il Canada, anche se non è uno dei maggiori produttori di bauxite, rientra tra i primi produttori di alluminio, dopo Cina, India e Russia. Infatti grazie ai suoi potenti impianti idroelettrici, dispone di grandi quantità di energia elettrica a basso costo, quindi importa la bauxite ed esporta l'alluminio metallico. Nonostante l'elevato costo dell'elettrolisi, l'alluminio è comunque un metallo sufficientemente economico ed è quindi ampiamente utilizzato. L'alluminio può essere estratto anche dall'argilla, ma il processo diventa più costoso e il suo costo dipende molto anche dal luogo di estrazione.
| I maggiori produttori di alluminio nel 2019 | I maggiori produttori di alluminio nel 2019 | I maggiori produttori di alluminio nel 2019 |
| Posizione                                   | Paese                                       | Produzione (milioni di tonnellate)          |
| ------------------------------------------- | ------------------------------------------- | ------------------------------------------- |
| 1                                           | Cina                                        | 35,00                                       |
| 2                                           | India                                       | 3,64                                        |
| 2                                           | Russia                                      | 3,64                                        |
| 4                                           | Canada                                      | 2,85                                        |
| 5                                           | Emirati Arabi Uniti                         | 2,60                                        |
| 6                                           | Australia                                   | 1,57                                        |
| 7                                           | Norvegia                                    | 1,40                                        |
| 8                                           | Bahrein                                     | 1,37                                        |
| 9                                           | Stati Uniti                                 | 1,09                                        |
| 10                                          | Islanda                                     | 0,84                                        |

### Processo Bayer
L'allumina si ottiene trattando la bauxite con idrossido di sodio concentrato a caldo, che reagendo con l'alluminio produce idrossido di alluminio, che calcinato a 1200 °C si decompone in ossido di alluminio e acqua.
Oggi questa operazione rientra all'interno del ciclo di lavorazione detto processo Bayer.

### Processo di Hall-Héroult

Schema del processo di Hall-Héroult

Per un periodo l'alluminio costò più dell'oro, ma i prezzi scesero fino a collassare quando nel 1886 venne messo a punto, in Francia da Paul Héroult e in America da Charles Martin Hall, il metodo elettrolitico di produzione dell'alluminio a partire da allumina (ossido di alluminio, Al2O3).
Nel processo di Hall-Héroult l'alluminio viene prodotto in una cella elettrolitica in cui l'elettrolita è costituito da un bagno di criolite e allumina. L'alluminio fuso viene prodotto al catodo, che è costituito da una vasca di materiale refrattario all'interno del quale sono posizionate delle barre portacorrente (che fungono da elettrodo).

### Prodotti di scarto e inquinamento
Tra i principali rifiuti della produzione di alluminio c'è il cosiddetto fango rosso, tossico per l'ambiente a causa della sua alcalinità (pH 10-13)  e difficilmente smaltibile.

## Saldatura dell'alluminio

### Saldatura TIG

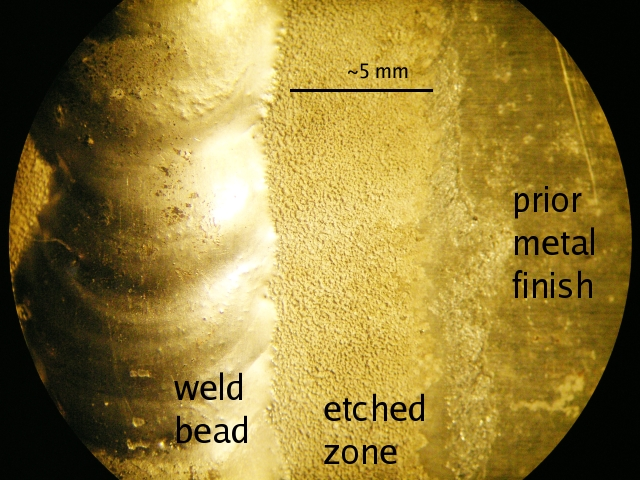
Saldatura TIG (ingrandimento).

Esistono tecniche di saldatura specifiche per l'alluminio, in particolare la tecnica TIG (Tungsten Inert Gas), in modalità alternata; la saldatura avviene per mezzo di un arco elettrico scoccato tra il pezzo da saldare e un elettrodo in tungsteno specifico per saldatura alluminio; l'arco è sotto protezione gassosa (si usa generalmente argon, più raramente elio) che evita la formazione di ossido (Allumina) dovuto alla naturale reazione alle alte temperature dell'alluminio con l'ossigeno. In pratica se l'allumino surriscaldato entrasse in contatto con l'ossigeno dell'aria, formerebbe immediatamente l'ossido che provocherebbe una saldatura poco resistente. Per evitare questo il gas inerte viene soffiato da una cannula vicino all'elettrodo durante la saldatura, in modo che in quel punto sia evitato il contatto tra l'alluminio fuso e l'ossigeno dell'aria.
Nonostante la protezione del gas inerte, si forma comunque uno strato di ossido che rende difficile la saldatura. Per rompere tale strato è necessario fare in modo che la corrente fluisca dal pezzo verso l'elettrodo (decappaggio), mentre per saldare è necessario che la corrente fluisca dall'elettrodo verso il pezzo (trasferimento di calore/penetrazione). Per questo si usa la corrente alternata (AC): durante la semionda negativa salda, mentre durante quella positiva rompe l'ossido; in questo modo si ha la possibilità di saldare direttamente "pezzo su pezzo".

### Saldatura MIG

Schema di funzionamento di una torcia per saldatura MIG.

Altro modo di saldare l'alluminio è l'utilizzo di macchinari tipo MIG (Metal Inert Gas); in questo caso il filo di saldatura è in una bobina che scorrendo attraverso una guida all'interno della torcia di saldatura, spinto o trascinato da rulli, permette il riporto del materiale necessario per la fusione, sempre con arco elettrico in protezione gassosa (Ar). A differenza della saldatura TIG, l'arco elettrico è scoccato dal filo nel processo MIG e non da un elettrodo come nel TIG.
La saldatura dell'alluminio con macchinari MIG è molto più veloce, ma esteticamente meno apprezzabile rispetto alla saldatura TIG a causa degli spruzzi di materiale che si generano dall'arco elettrico scoccato che non parte da un elettrodo al tungsteno, ma direttamente dal filo di riporto generando schizzi di alluminio fuso che si fissano sulle zone vicine al punto di saldatura.

### Brasatura
In alternativa è spesso usata la brasatura, che si fa con specifiche bacchette di riporto per brasatura (le più comuni sono leghe di alluminio e magnesio, alluminio e zinco, o alluminio e silicio) contenenti un'anima di flussante. Fondendo a temperature significativamente inferiori a quella di fusione dell'alluminio, permettono di ottenere ottimi risultati anche a livello hobbistico senza l'utilizzo di macchinari specifici.

## Applicazioni
Che venga misurato in termini di quantità o di valore, l'uso dell'alluminio oltrepassa quello di tutti gli altri metalli ad eccezione del ferro, ed è importante praticamente in tutti i segmenti dell'economia mondiale. L'alluminio puro è soffice e debole, ma può formare leghe con piccole quantità di rame, magnesio, manganese, silicio e altri elementi, che hanno un'ampia gamma di proprietà utili.
Tali leghe vengono utilizzate anche in campo aeronautico e aerospaziale. Quando l'alluminio viene fatto evaporare nel vuoto forma un rivestimento che riflette sia la luce visibile che il calore radiante. Questi rivestimenti formano un sottile strato protettivo di ossido di alluminio che non si deteriora come fanno i rivestimenti di argento. L'alluminio viene usato anche come rivestimento per gli specchi dei telescopi.
Alcuni dei molti campi in cui viene usato l'alluminio sono:
- Trasporti (in quasi ogni tipo di mezzo di trasporto)
- Imballaggio (lattine, pellicola d'alluminio, ecc.)
- Costruzioni (finestre, porte, strutture per facciate continue, rivestimenti metallici, in lamiera scatolata alla pressopiegatrice, ecc.)
- Beni di consumo durevoli (elettrodomestici, attrezzi da cucina, ecc.)
- Linee elettriche[32]
- Macchinari.
- Ottiche, quali cannocchiali e binocoli portatili.
- Armi da fuoco e parti di esse. Fusti, carcasse, telai, componenti di scatto, mira, calciature, basi e anelli per sistemi di puntamento e mira, ecc. Utilizzato ove possibile per il peso ridotto e la resistenza agli agenti atmosferici, oggi è in parte soppiantato da materiali plastici e compositi.
- Bossoli e proiettili per munizioni. Poco utilizzati e diffusi.

Il suo ossido, l'allumina, si trova in natura sotto forma di corindone, smeriglio, rubino, e zaffiro ed è usato nella produzione del vetro. Rubini e zaffiri sintetici sono usati nei laser per la produzione di luce coerente.
L'alluminio in polvere si ossida in maniera energica e per questo ha trovato uso nei propellenti solidi per i razzi (specie sotto forma di alluminio scuro detto anche alluminio pirotecnico).
Per il medesimo motivo viene utilizzato nel processo di saldatura alluminotermica, mescolato con ossido di ferro per formare la termite, secondo la seguente reazione esotermica:
{\displaystyle {\ce {2 Al + Fe2O3 -> Al2O3 + 2 Fe}}}
Il calore sprigionato da tale reazione è pari a 830 kJ.

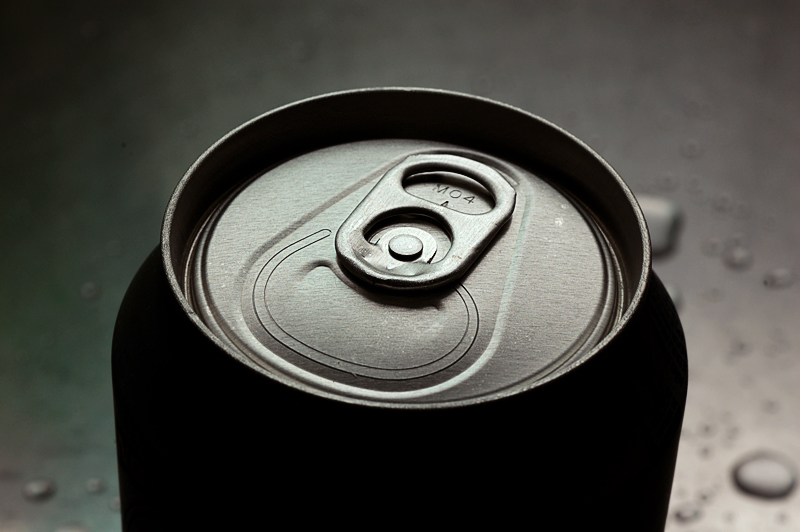
Una lattina in alluminio
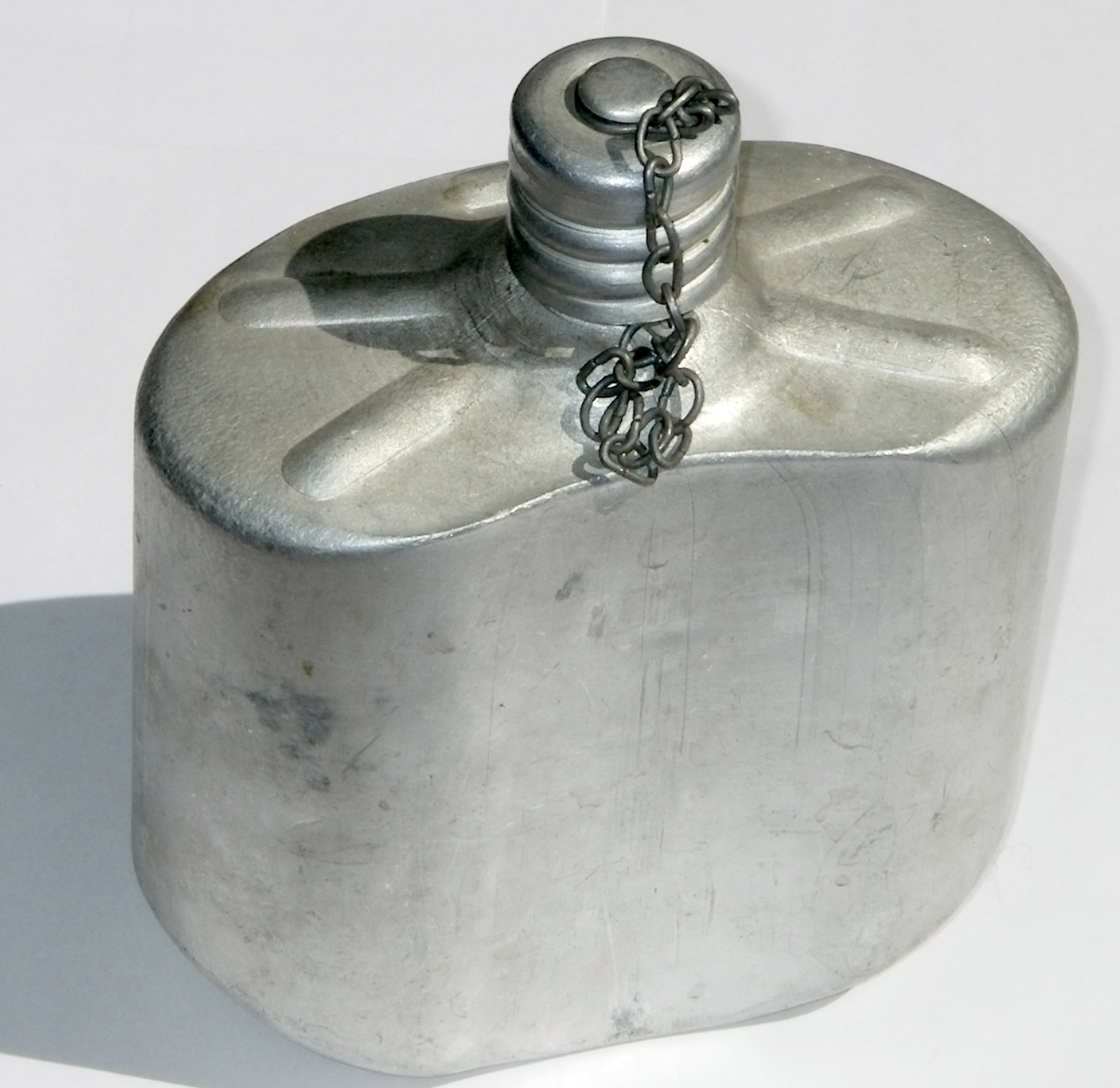
Una borraccia in alluminio
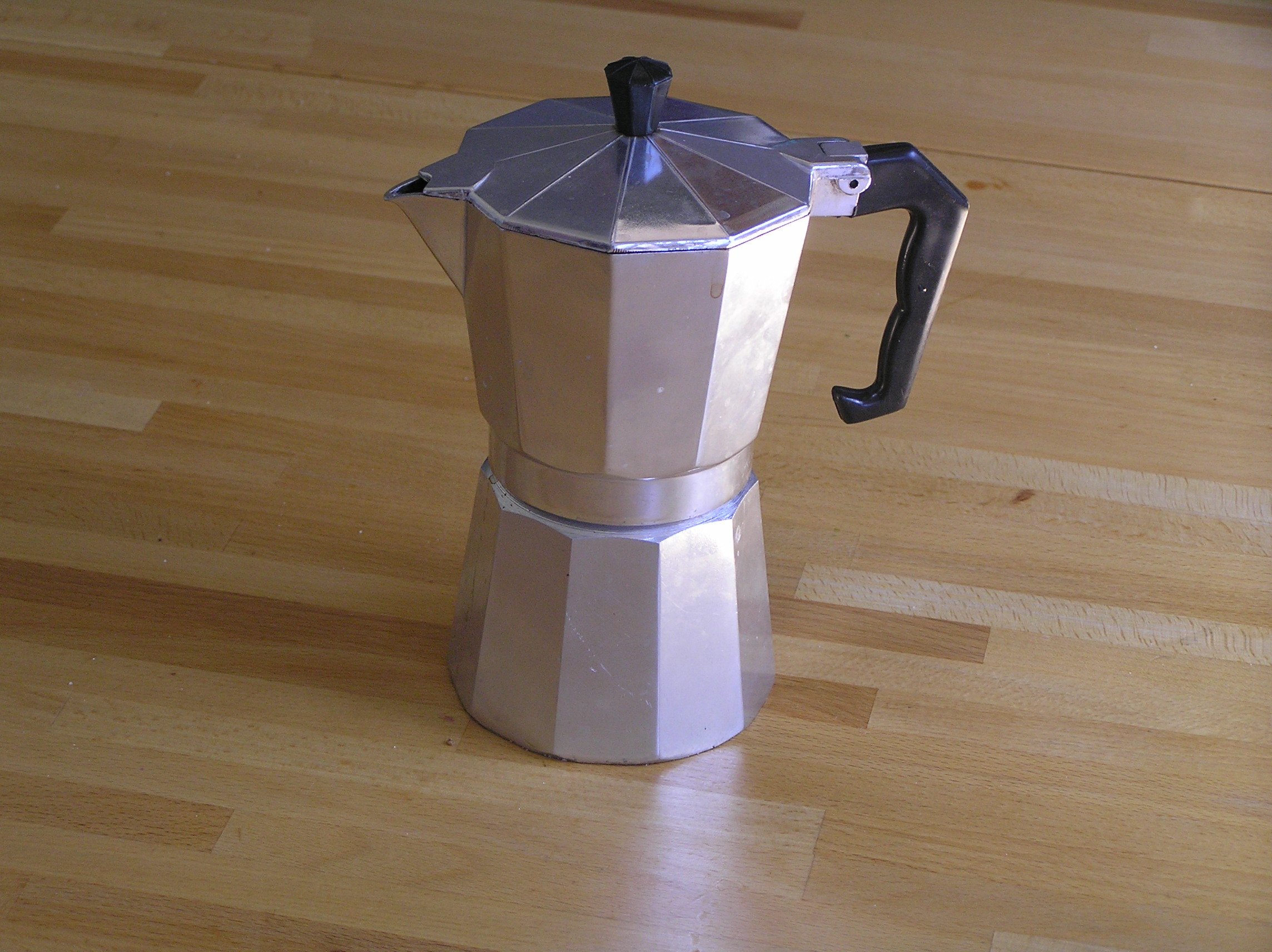
Caffettiera moka in alluminio
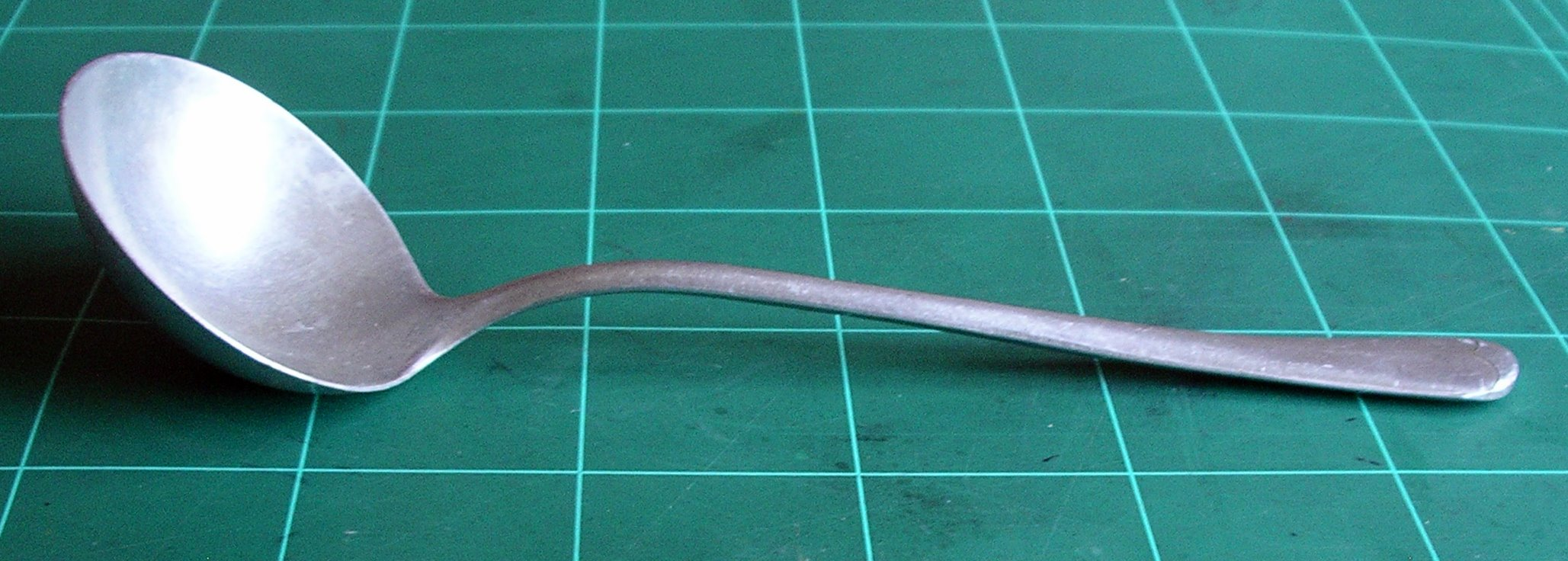
Mestolo in alluminio
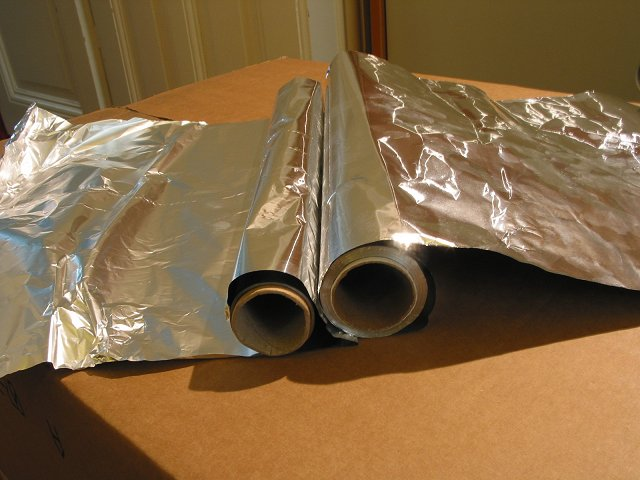
Fogli di alluminio per alimenti
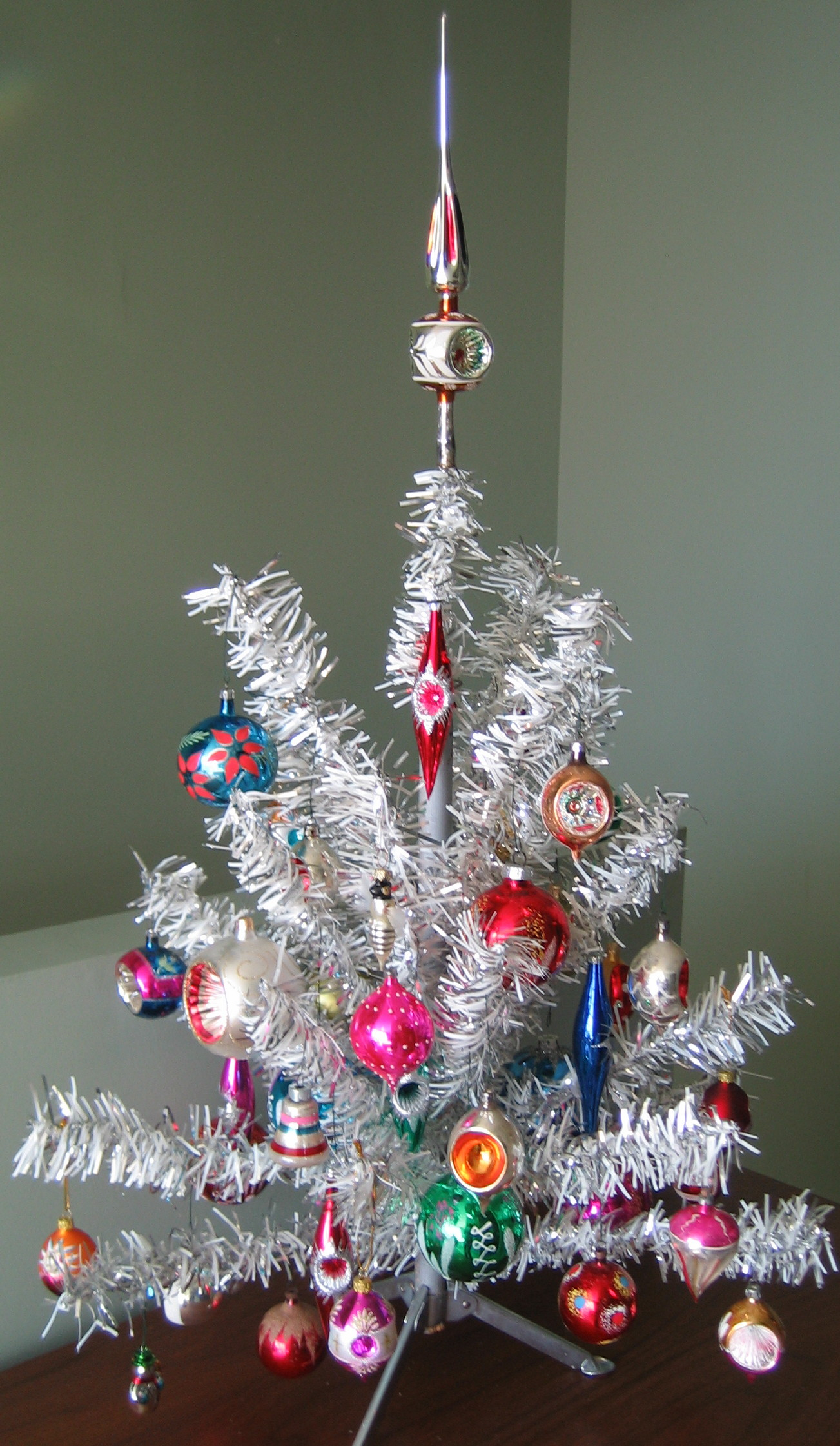
Albero di Natale artificiale in alluminio
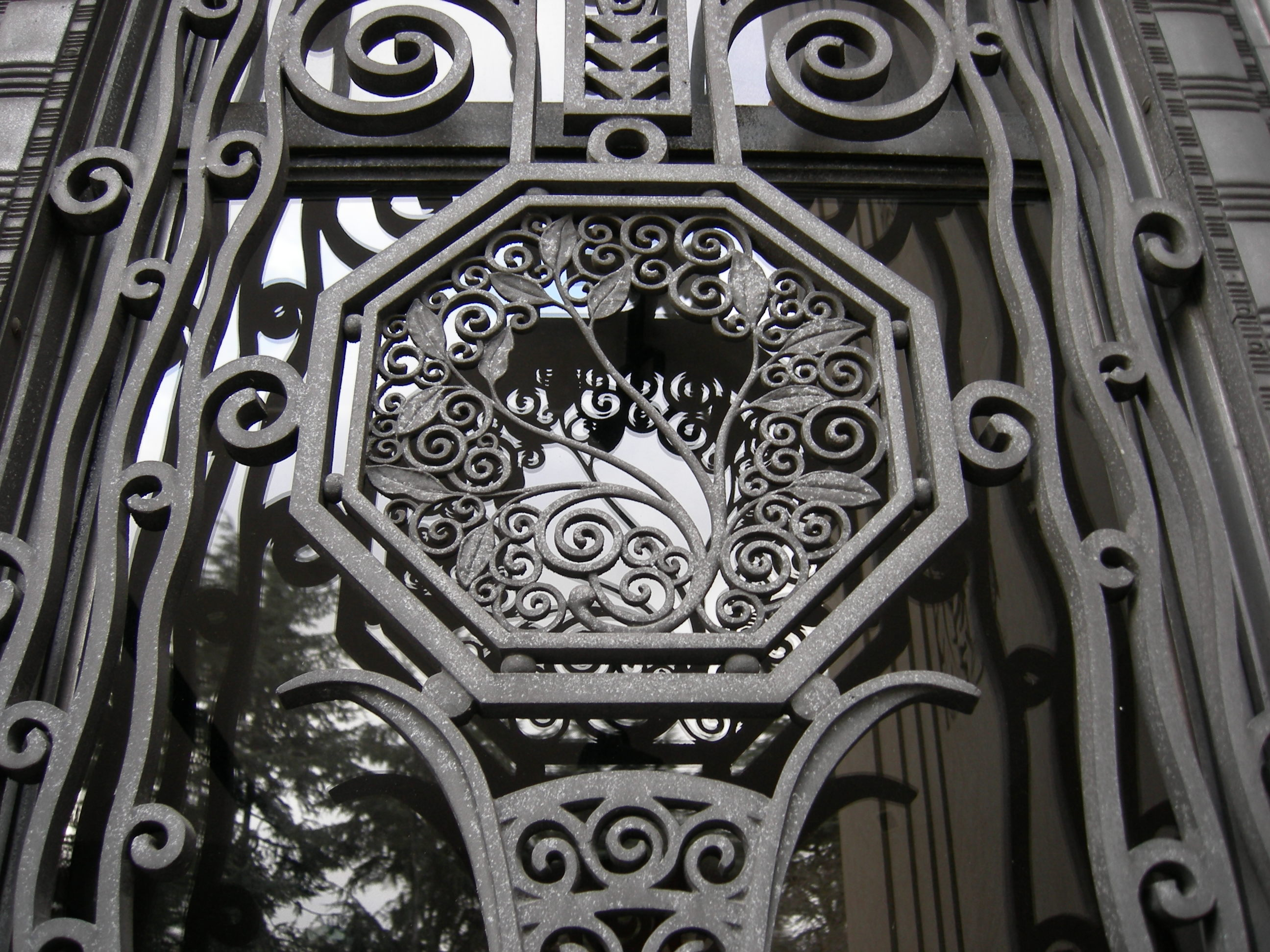
Decorazione di un infisso in alluminio
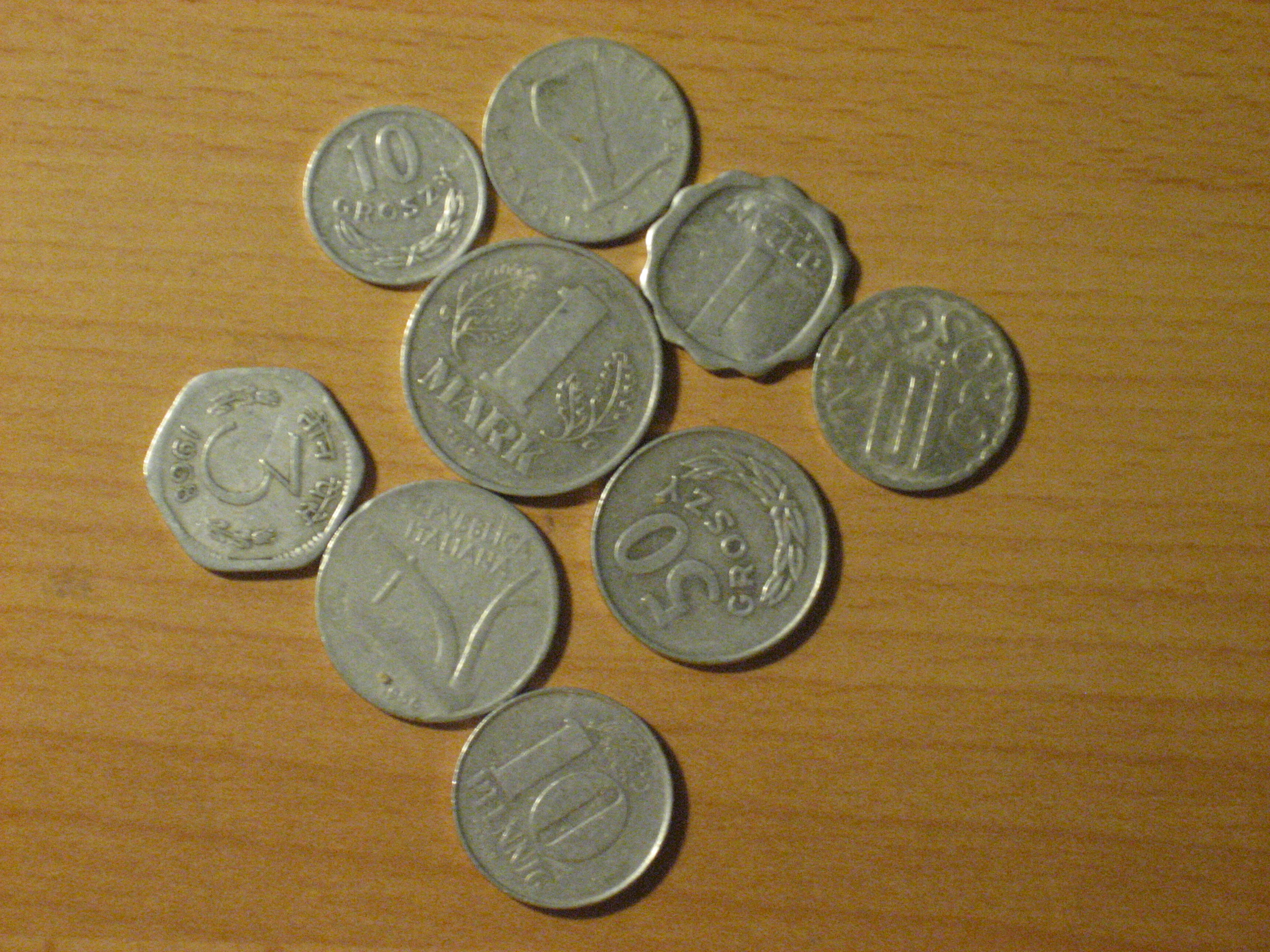
Monete in alluminio
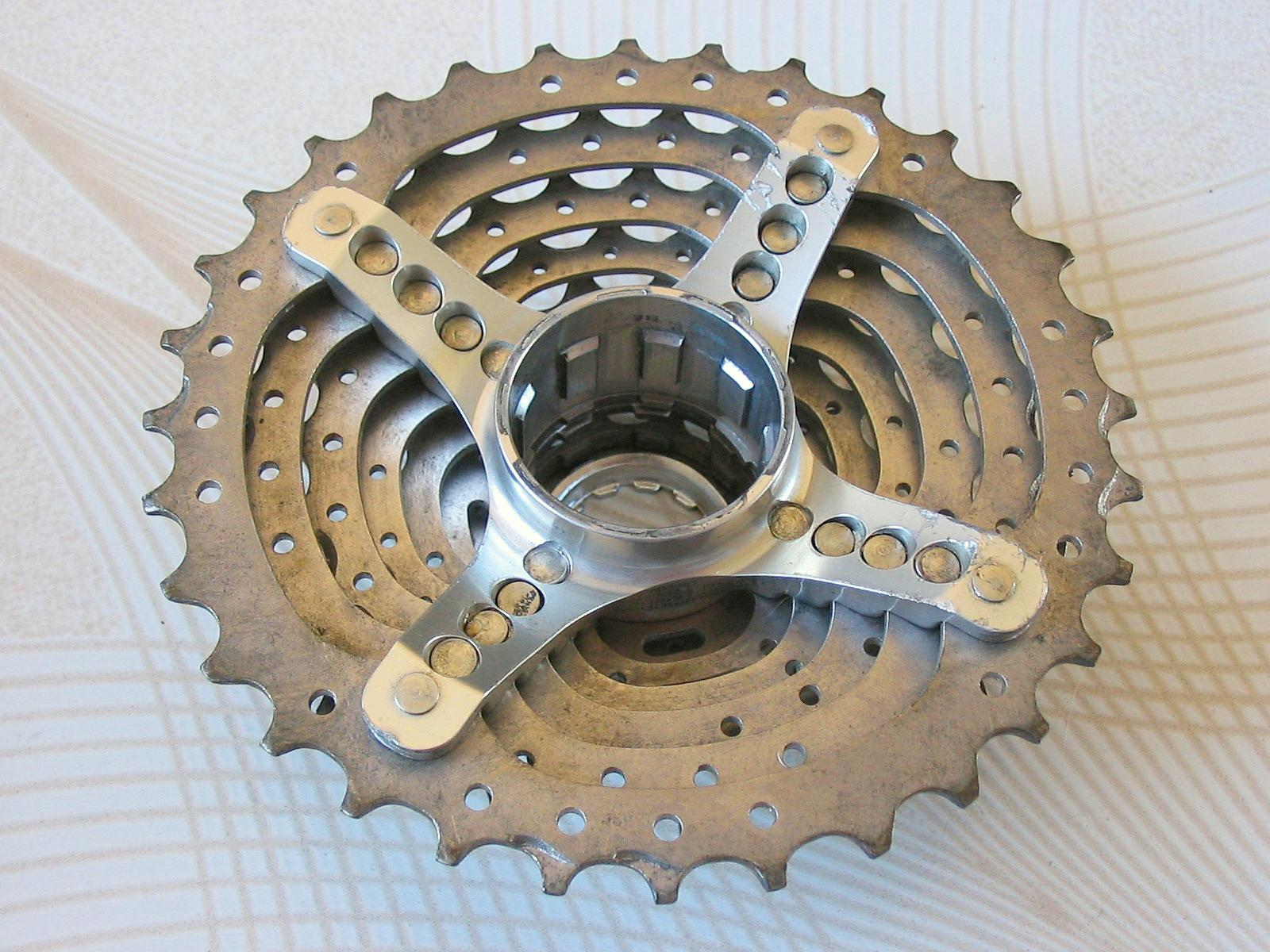
Pacco pignoni di bicicletta con pignoni in acciaio e supporto in alluminio
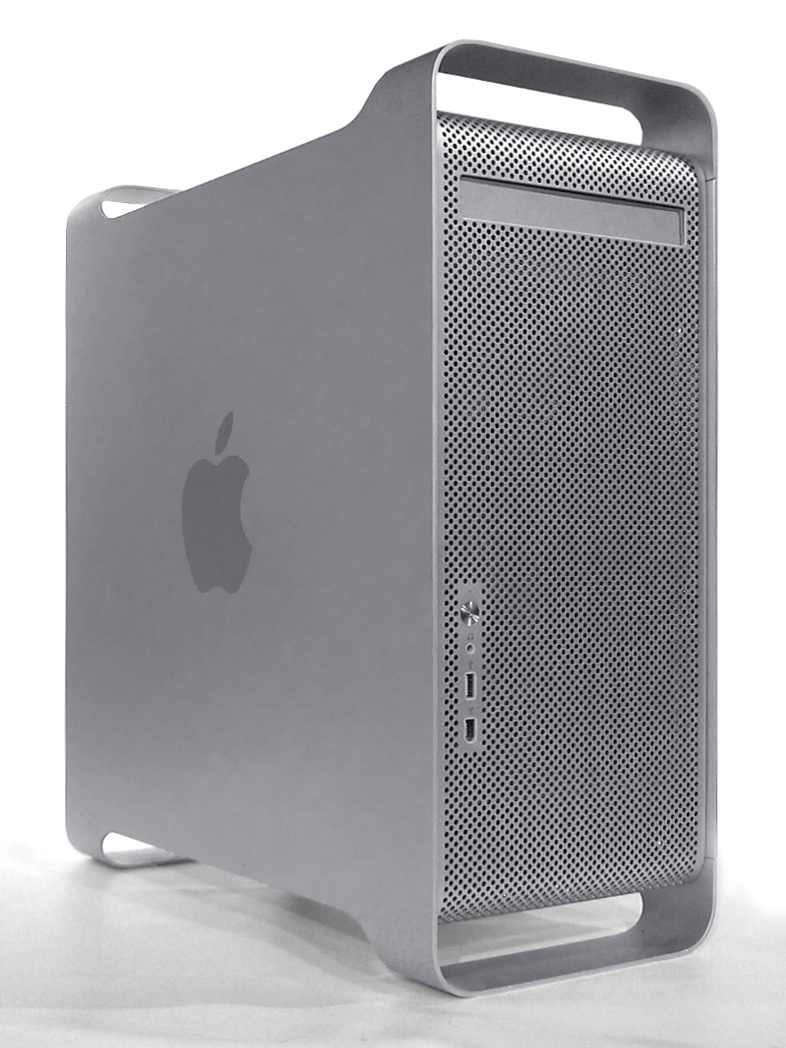
Case di un computer in alluminio
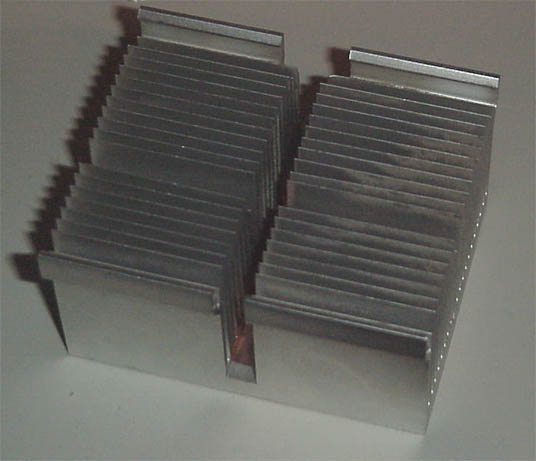
Dissipatori di calore in alluminio
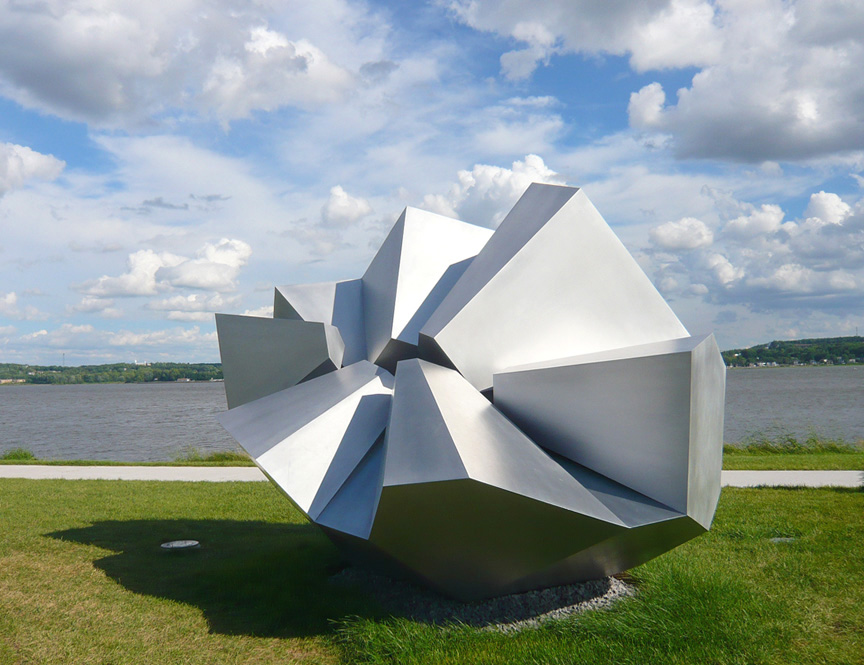
Convergence, scultura in alluminio di Jean-Pierre Morin

## Riciclaggio dell'alluminio

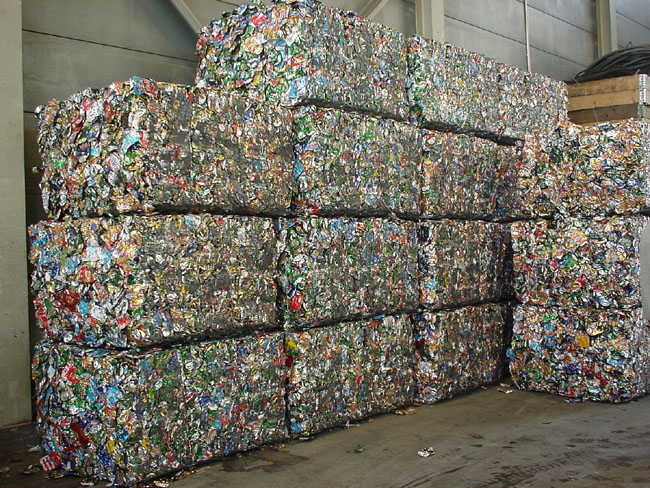
Blocchi di lattine di alluminio compresso presso l'impianto di riciclaggio di Central European Waste Management.

Codice di riciclaggio dell'alluminio.

Il recupero di questo metallo dai rifiuti (attraverso il riciclaggio) è diventato una parte importante dell'industria dell'alluminio. Il riciclaggio dell'alluminio è una pratica comune fin dai primi del Novecento. Era comunque un'attività a basso profilo fino ai primi anni sessanta quando il riciclaggio dell'alluminio delle lattine pose questa pratica sotto l'attenzione pubblica. Le fonti per il riciclaggio dell'alluminio comprendono automobili e serramenti, elettrodomestici, contenitori e altri prodotti. Il riciclaggio è molto conveniente: infatti produrre un chilo di alluminio pronto all'uso a partire da scarti costa meno di 1 kWh, contro i 13-14 circa della produzione dal minerale.

## Precauzioni
L'alluminio puro è un materiale combustibile facilmente infiammabile con l'ossigeno, per questo andrebbe sempre evitato nella composizione di tubazioni o strumenti di misura quando si ha a che fare con ossigeno puro o in alta concentrazione:
{\displaystyle {\ce {4 Al + 3 O2 -> 2 Al2O3}}}
e molto reattivo in acqua, nei confronti di ossidanti forti, basi e acidi forti.
{\displaystyle {\ce {2 Al + 6 H2O -> 3H2 + 2 Al(OH)3}}}
Reagisce inoltre con gli alcoli e con gli alogenuri alchilici formando composti metallo-organici.
La maggior parte della letteratura è concorde nel considerare l'alluminio non pericoloso per la salute umana in quanto esso viene scarsamente assimilato nel tratto gastrointestinale e viene espulso tramite la funzione renale. Si ritiene tuttavia che, in caso di contatto prolungato, le polveri di alluminio abbiano effetti negativi sui polmoni. Una bassa percentuale della popolazione è allergica all'alluminio, e sperimenta dermatiti da contatto, problemi digestivi e l'incapacità di assorbire le sostanze nutritive se mangiano cibo cotto in pentole d'alluminio, vomito e altri sintomi di avvelenamento qualora vengano ingeriti farmaci contenenti antiacidi a base di idrossidi di alluminio e magnesio come il Maalox® o alcuni prodotti contro la diarrea.
Le principali cause di assunzione di alluminio sono l'uso indiscriminato di farmaci antiacidi e antidiarroici a base di idrossido di alluminio, stoviglie e pentole di alluminio nudo (in particolare se vi si lasciano cibi acidi come il pomodoro dopo la cottura), caffettiere in alluminio, cibi e bevande contenuti in barattoli, lattine o fogli, che possono essere lentamente corrosi favorendo la dissoluzione di alluminio negli alimenti, l'uso di deodoranti con cloridrato di alluminio e di quelli "naturali" come l'allume di rocca (esistono dubbi sulla possibilità di assorbimento cutaneo, in base allo spessore della molecola e alla presenza di microlesioni della cute, ovvero l'assenza di sostanze additive in grado di chelare l'alluminio prevenendone l'assorbimento). Il solfato e il fosfato di alluminio sono un comune componente del lievito per uso alimentare al fine di ritardare la lievitazione (quindi assente nel lievito chimico in polvere ad azione rapida).